# Bethalus limbatus
Bethalus limbatus là một loài chân đều trong họ Armadillidae. Loài này được Brandt miêu tả khoa học năm 1833.